# Tōma Ikuta
 (novembre 2013).
Si vous disposez d'ouvrages ou d'articles de référence ou si vous connaissez des sites web de qualité traitant du thème abordé ici, merci de compléter l'article en donnant les références utiles à sa vérifiabilité et en les liant à la section « Notes et références ».
Tōma Ikuta (生田斗真, Ikuta Tōma), né à Hokkaido (Muroran, Noboribetsu) le 7 octobre 1984 , est un acteur et chanteur japonais produit par la Johnny's Entertainment.

## Biographie
La famille de Tōma Ikuta se compose d'un père, d'une mère (Hiromi), un petit frère (Ryūsei) qui en 2011 est devenu présentateur télé et d'un chien nommé Jam. Son père voulait le nommer Ikuta Tamegorō, mais sa mère a changé son prénom en Toma parce que c'était plus facile à prononcer. Dans le milieu artistique on le nommait Toma-san qui s'est transformé en Tomasu.
Il débute à l'âge de 12 ans au sein de la Johnny & Associates et chante avec le groupe Main avec Matsumoto Jun, Masaki Aiba et Kazunari Ninomiya (aujourd'hui tous membres d'Arashi). 
En 1998, il intègre le groupe B.I.G.
En 2002, il intègre un nouveau groupe du nom de 4TOPS avec celui qui devient par la suite son meilleur ami, Tomohisa Yamashita surnommé Yamapi. Peu de temps après, Yamapi rejoint le groupe NEWS et les 4Tops deviennent les 3Tops. Malheureusement, le groupe ne perce pas et il s'arrêtera avant même de sortir un album.
Toma Ikuta tente alors sa chance comme comédien et obtient divers rôles dans des dramas tels qu'Akihabara@Deep (2006), Hanazakari no Kimitachi e (2007) et Hana Yori Dango, saison 2 (2007).

## Vie privée
Tōma Ikuta est marié à l'actrice japonaise Nana Seino, qu'il a rencontré lors du tournage de Ouroboros en 2015. Ils se sont mariés en juin 2020.
En octobre 2021 le couple annonce qu'il attend un enfant. Le 9 mars 2022, Tōma Ikuta a partagé la nouvelle via Johnny & Associates : « Notre premier enfant vient de naître. Nous sommes très reconnaissants pour tout le soutien que de nombreuses personnes nous ont apporté. »

## Filmographie

### Dramas
| Drama | Drama                                                          | Drama                | Drama                           |
| Year  | Title                                                          | Rôle                 | Notes                           |
| ----- | -------------------------------------------------------------- | -------------------- | ------------------------------- |
| 1997  | Agri                                                           |                      | 2d rôle                         |
| 1998  | Love & Peace                                                   | Yohei Horiguchi      | 2d rôle                         |
| 1999  | Nekketsu Ren-ai Dou                                            |                      |                                 |
| 1999  | Psycho-meter EIJI 2                                            |                      | Épisode 5                       |
| 1999  | Kowai No Nichiyoubi                                            |                      | Premier et dernier épisodes     |
| 2001  | Neverland                                                      | Osamu Seto           |                                 |
| 2000  | Shichinin no Samurai J ke no Hanran (七人のサムライ J家の反乱) |                      | Épisode 67                      |
| 2000  | Gozen 3Ji no Rooster                                           | Nakanishi Shinichiro |                                 |
| 2001  | Shijou Saiyaku no Date                                         |                      | Épisode Chocolate Valentine     |
| 2002  | Hito ni Yasashiku                                              | Yusuke               | Épisode 5                       |
| 2002  | Engimono                                                       | Hachida              | Épisode 4 Amérique              |
| 2004  | Kino wa Tomo Kyo no Teki                                       |                      |                                 |
| 2005  | Dekabeya                                                       | Yukio Ochi           |                                 |
| 2005  | Asuka e, Soshite mada Minu Ko e                                | Sawamura Kazuya      | 2d rôle                         |
| 2005  | Gekidan Engimono                                               | Eiji                 | Épisode Nemureru Mori no Shitai |
| 2006  | Akihabara@deep                                                 | Box                  | Rôle principal                  |
| 2006  | Gekidan Engimono                                               | Yamazaki             | Épisode Otoko no Yume           |
| 2007  | Hana Yori Dango 2                                              | Oribe Junpei         | Épisode 1                       |
| 2007  | Hanazakari no Kimitachi e                                      | Shuichi Nakatsu      | 2d rôle                         |
| 2008  | Hachimitsu Clover                                              | Yuta Takemoto        | Rôle principal                  |
| 2008  | Hanazakari no Kimitachi e SP                                   | Shuichi Nakatsu      | Rôle principal                  |
| 2008  | Maou                                                           | Serizawa Naoto       | Rôle principal                  |
| 2009  | Inochi Naki Mono no Koe                                        | Ryosuke Ishimatsu    | Rôle principal                  |
| 2009  | Majo Saiban                                                    | Toru Yoshioka        | Rôle principal                  |
| 2009  | Yonimo Kimyona Monogatori                                      | R 8427               | Law of Recycling Suicides SP    |
| 2010  | Unubore Deka                                                   | Sadame Honjo         | Rôle principal                  |
| 2012  | Osozaki no Himawari (Tuesday Suspense Drama)                   | Jotaro Kodaira       | Rôle principal                  |
| 2015  | Ouroboros                                                      | Ryuzaki Ikuo         | Rôle principal                  |
| 2019  | Ore no Hanashi wa Nagai                                        | Mitsuru Kishibe      | Rôle principal                  |
| 2019  | Idaten Tokyo Olympic Banashi                                   | Yahiko Mishima       | Rôle principal                  |

### Films
| Film  | Film                                             | Film            | Film               |
| Année | Titre                                            | Rôle            | Notes              |
| ----- | ------------------------------------------------ | --------------- | ------------------ |
| 2010  | Ningen Shikkaku                                  | Yozo Oba        | Rôle principal     |
| 2010  | Hanamizuki (May your love bloom a hundred years) | Kohei Kiuchi    | Rôle principal     |
| 2010  | The Seaside Motel                                | Masayuki Kameda | Rôle principal     |
| 2011  | Genji Monogatari: Sennen no Nazo                 | Hikaru Genji    | Rôle principal     |
| 2012  | Bokura ga Ita                                    | Motoharu Yano   | Rôle principal     |
| 2013  | The Brain Man (Nou Otoko)                        | Suzuki Ichiro   | Rôle principal     |
| 2014  | Mogura No Uta Sennuu Sosakan Reji                | Reiji Kikukawa  | Rôle principal     |
| 2016  | Himitsu                                          | Keishi Ōtomo    | En post-production |
| 2016  | The Mole Song : Hong Kong Capriccio              | Reiji Kikukawa  | Rôle principal     |
| 2017  | Sensei ! Suki ni natte mo ii desuka ?            | Kosaku Ito      | Rôle principal     |
| 2017  | Karera ga honki de amu toki wa                   | Rinko           | Rôle principal     |
| 2018  | Yuuzai                                           | Junichi Masuda  | Rôle principal     |

### Téléfilms
| Téléfilm | Téléfilm                        | Téléfilm        | Téléfilm       |
| Year     | Title                           | Rôle            | Notes          |
| -------- | ------------------------------- | --------------- | -------------- |
| 2005     | Asuka e, Soshite Mada Minu Ko e | Kazuya Sawamura | 2d rôle        |
| 2008     | Hanazakari no Kimitachi e       | Nakatsu Shuichi | Rôle principal |
| 2010     | Kyukei pas Koya                 | Shoichi Soeda   | Rôle principal |

## Comédies musicales
| Comédies musicales | Comédies musicales                               | Comédies musicales | Comédies musicales |
| Year               | Title                                            | Rôle               | Notes              |
| ------------------ | ------------------------------------------------ | ------------------ | ------------------ |
| 1997               | Stand By Me                                      |                    |                    |
| 2000               | SHOCK is Millennium SHOCK                        |                    |                    |
| 2002               | Susanoo                                          | Kazeyomi           |                    |
| 2002               | Another [Kansai Jr. 2002 version]                |                    |                    |
| 2003               | Vacation (Shonentai Playzone 2003)               |                    |                    |
| 2003               | SHOCK is Real Shock                              | toma               |                    |
| 2004               | Edogah-san Yukuefumei                            | Edgar              |                    |
| 2004               | Mama Loves Mambo III                             | lumière Kawahara   |                    |
| 2004               | West Side Story (Shonentai version)              |                    |                    |
| 2004               | West Side Story (Arashi version)                 |                    |                    |
| 2005               | AZUMI on STAGE                                   | rôle Ukiha/Nachi   | (double rôles)     |
| 2006               | AZUMI RETURNS (Azumi 2)                          | rôle Ukiha/Nachi   | (double rôles)     |
| 2006               | Cat in the Red Boots (Shinkansen*NEXUS volume 2) | toma               |                    |
| 2007               | SHOCK – ENDLESS SHOCK                            | toma               |                    |
| 2007               | The Two Gentlemen of Verona                      | Valentine          |                    |
| 2008               | Grease                                           | Danny-             |                    |
| 2011               | Madame de Sade / Waga Tomo Hitler                |                    |                    |
| 2013               | Kamome                                           | Torepurefu         |                    |

## Publicités
- 1997
  - Shinkenzemi middle school courses

- 1999
  - Promotion Nihonbungu
  - Misawa Homes Co

- 2008
  - KFC

- 2009
  - Lotte Acuo Powder

- 2010
  - Toyota Vitz

- 2011
  - Nissin Food Products Co., Nissin Yakisoba UFO
  - Square Enix, Final Fantasy XIV
  - Danone Waters of Japon, Volvic
  - Basuroman

- 2013
  - Nippon Meat Packers, Inc.
  - Ariel
  - Monderizu Japon, SALLES ICE CUBE

## Récompenses
| Year | Récompense                          | Catégorie                  | Nomination                                  | Résultat |
| ---- | ----------------------------------- | -------------------------- | ------------------------------------------- | -------- |
| 2007 | Grand Prix Nikkan Sport Drama       | Meilleur acteur secondaire | Hachimitsu Clover                           | Gagné    |
| 2008 | Grand Prix 11 Nikkan Sport Drama    | Meilleur acteur secondaire | Hanazakari no Kimitachi e (Shuichi Nakatsu) | Gagné    |
| 2008 | 54e Television Drama Academy Awards | Meilleur acteur secondaire | Hanazakari no Kimitachi e                   | Gagné    |
| 2011 | Blue Ribbon Awards                  | Rookie de l'année          | Ningen Shikaku                              | Gagné    |
| 2011 | 84e Kinema Junpo Awards             | Meilleur acteur            | Ningen Shikaku                              | Gagné    |